# Carlos Alberto Salcedo Ojeda
Carlos Alberto Salcedo Ojeda OMI (* 25. November 1960 in Comas) ist ein peruanischer Ordensgeistlicher und römisch-katholischer Bischof von Huancavelica.

## Leben
Carlos Alberto Salcedo Ojeda trat der Ordensgemeinschaft der Oblaten der Unbefleckten Jungfrau Maria bei. Salcedo Ojeda legte am 3. Februar 1989 die zeitliche und am 30. August 1993 in Asunción die ewige Profess ab. Er studierte von 1985 bis 1994 Philosophie und Katholische Theologie am Instituto de Estudios Superiores Juan XXIII in Lima. Salcedo Ojeda wurde am 30. August 1994 in der Pfarrkirche Nuestra Señora de la Paz in Comas zum Diakon geweiht und empfing am 6. Januar 1996 in der Pfarrkirche Señor de los Milagros durch den Bischof von Ica, Guido Breña López OP, das Sakrament der Priesterweihe.
Nachdem Carlos Alberto Salcedo Ojeda 1996 kurzzeitig als Pfarrvikar der Pfarrei San Juan im Erzbistum San Juan de Puerto Rico gewirkt hatte, wurde er 1997 Pfarrvikar der Pfarrei Nuestra Señora de la Paz in Comas und Assessor für die Jugendpastoral im Vikariat II des Bistums Carabayllo. Ab 2000 war er als Pfarrer der Pfarreien San Francisco de Asís in Orcotuna und El Señor de la Ascensión in Mito im Erzbistum Huancayo tätig. Von 2005 bis 2008 war Salcedo Ojeda Provinzialrat der peruanischen Ordensprovinz der Oblaten der Unbefleckten Jungfrau Maria. Zudem leitete er von 2006 bis 2007 als Direktor das Vor-Noviziat San Eugenio Mazenod seiner Ordensgemeinschaft in Lima. Ferner war er 2006 kurzzeitig Sekretär des Ausbilderteams der Oblaten für Lateinamerika. 2008 wurde Carlos Alberto Salcedo Ojeda Assistent des Novizenmeisters am internationalen Noviziat Mauricio Lefebvre der Oblaten in Asunción, Paraguay. Seit 2011 war Salcedo Ojeda Bischofsvikar für das Vikariat III des Erzbistums Huancayo sowie erneut Pfarrer der Pfarreien San Francisco de Asís in Orcotuna und El Señor de la Ascensión in Mito. Ferner war er Koordinator der Kommission für Gerechtigkeit und Frieden sowie die Bewahrung der Schöpfung der peruanischen Ordensprovinz seiner Ordensgemeinschaft.
Am 30. Januar 2016 ernannte ihn Papst Franziskus zum Titularbischof von Mattiana und zum Weihbischof in Huancayo. Die Bischofsweihe spendete ihm der Erzbischof von Huancayo, Pedro Ricardo Barreto Jimeno SJ, am 17. April desselben Jahres in der Kirche des Colegio Salesiano Santa Rosa in Huancayo; Mitkonsekratoren waren der Erzbischof von Ayacucho o Huamanga, Salvador Piñeiro García-Calderón, und der Erzbischof von Trujillo, Héctor Miguel Cabrejos Vidarte OFM. Sein Wahlspruch Enviado para dar Buenas Nuevas a los pobres („Er hat mich gesandt, damit ich den Armen eine frohe Botschaft bringe.“) stammt aus Lk 4,18 .
Papst Franziskus ernannte ihn am 21. Mai 2021 zum Bischof von Huancavelica. Die Amtseinführung erfolgte am 18. Juli desselben Jahres.